# 外山博
外山 博（とやま ひろし、1948年9月1日 - ）は、愛知県出身の元プロ野球選手（投手）。

## 来歴・人物
名古屋電気工業高ではエースとして活躍。1966年春季中部大会準々決勝に進み、同年に甲子園春夏連続優勝を果たす中京商の加藤英夫と投げ合い5－0で完封。しかし準決勝では三重高の水谷孝に抑えられ敗退した。同年夏の甲子園県予選は準決勝で中京商の加藤に0－5で完封負け、春の仇を取られた形となった。
中部地区の高校球界では前記の加藤、水谷に次ぐ好投手として注目されていた。3年生の成績は23勝3敗。上手投げの本格派で、武器はストレートとナチュラルシュート。三振は1試合平均9個。
1966年のプロ野球第1次ドラフト会議で近鉄バファローズから3位指名を受けるも球団側の交渉権放棄により同年ドラフト外で中日ドラゴンズへ入団。1969年10月18日、中日球場での読売ジャイアンツ戦で初登板初先発を果たすが、王貞治に通算400号本塁打を打たれるなど、5回を投げ7失点を喫した。一軍での登板はこの1試合だけに終わり、家業を継ぐために1970年限りで引退した。

## 詳細情報

### 年度別投手成績
| 年 度     | 球 団     | 登 板 | 先 発 | 完 投 | 完 封 | 無 四 球 | 勝 利 | 敗 戦 | セ 丨 ブ | ホ 丨 ル ド | 勝 率 | 打 者 | 投 球 回 | 被 安 打 | 被 本 塁 打 | 与 四 球 | 敬 遠 | 与 死 球 | 奪 三 振 | 暴 投 | ボ 丨 ク | 失 点 | 自 責 点 | 防 御 率 | W H I P |
| --------- | --------- | ----- | ----- | ----- | ----- | -------- | ----- | ----- | -------- | ----------- | ----- | ----- | -------- | -------- | ----------- | -------- | ----- | -------- | -------- | ----- | -------- | ----- | -------- | -------- | ------- |
| 1969      | 中日      | 1     | 1     | 0     | 0     | 0        | 0     | 0     | --       | --          | ----  | 24    | 5.0      | 6        | 3           | 4        | 0     | 0        | 2        | 0     | 0        | 7     | 7        | 12.60    | 2.00    |
| 通算：1年 | 通算：1年 | 1     | 1     | 0     | 0     | 0        | 0     | 0     | --       | --          | ----  | 24    | 5.0      | 6        | 3           | 4        | 0     | 0        | 2        | 0     | 0        | 7     | 7        | 12.60    | 2.00    |

### 背番号
- 56 （1967年 - 1970年）